# Ԝ
We (Ԝ ԝ, chữ nghiêng: Ԝ ԝ) là một chữ cái trong bảng chữ cái Kirin. Ở tất cả các hình dạng, nó trông giống hệt chữ cái Latinh W (W w W w).
We được sử dụng trong dạng chữ Kirin của tiếng Kurd, trong một số dạng chữ khác của tiếng Yaghnob và trong tiếng Tundra Yukaghir.

## Sử dụng
Bảng dưới đây là các cách phát âm chính cho mỗi ngôn ngữ; để biết chi tiết tham khảo các bài viết về ngôn ngữ đó. Dạng chữ thường của We tương tự như một số dạng chữ Kirin Omega.
| Ngôn ngữ              | Phát âm                                            |
| --------------------- | -------------------------------------------------- |
| Tiếng Kurd            | /ʋ/                                                |
| Tiếng Tundra Yukaghir | /w/                                                |
| Tiếng Yaghnob         | /β̞/, /β/ or /u̯/ (sau một nguyên âm ở cuối âm tiết) |

## Các chữ cái liên quan và các ký tự tương tự khác
- Ѡ ѡ: Chữ Kirin Omega, một chữ cái trong các văn bản Kirin cổ, đại diện cho âm /o/
- W w: Chữ Latinh W
- Ў ў: Chữ Kirin U ngắn, một chữ cái khác được Latinh hóa là "W"
- В̌ в̌: Chữ Kirin Ve với dấu mũ ngược

## Mã máy tính
| Kí tự               | Ԝ                          | Ԝ                          | ԝ                        | ԝ                        |
| ------------------- | -------------------------- | -------------------------- | ------------------------ | ------------------------ |
| Tên Unicode         | CYRILLIC CAPITAL LETTER WE | CYRILLIC CAPITAL LETTER WE | CYRILLIC SMALL LETTER WE | CYRILLIC SMALL LETTER WE |
| Mã hóa ký tự        | decimal                    | hex                        | decimal                  | hex                      |
| Unicode             | 1308                       | U+051C                     | 1309                     | U+051D                   |
| UTF-8               | 212 156                    | D4 9C                      | 212 157                  | D4 9D                    |
| Tham chiếu ký tự số | &#1308;                    | &#x51C;                    | &#1309;                  | &#x51D;                  |